# Groningsk
Groningsk (Grunnegs på groningsk) er dialekten i byen og provinsen Groningen. Det er en del af nedersaksisk.
Groningsk udviklede sig fra frisisk, da den nedersaksiske by Groningen overtog det frisiske Ommelanden (byens opland). Der er stadig frisisk indflydelse tilbage, samt nogle danske ord. Årsagen er den middelalderlige handel mellem Groningen og Danmark. Groningen har også baseret mønsteret i sit flag på forbindelsen til Danmark.
Sammenligning mellem nogle hollandske, groningske og danske ord:
| Hollandsk   | Groningsk | Dansk    |
| ----------- | --------- | -------- |
| Altijd      | Aaltied   | Altid    |
| Azijn       | Edik      | Eddike   |
| Doof        | Deuf      | Døv      |
| Fluiten     | Floiten   | Fløjte   |
| Ham         | Schink    | Skinke   |
| Huis        | Hoes      | Hus      |
| IJs         | Ies       | Is       |
| Laars       | Stevel    | Støvle   |
| Recht       | Liek      | Lig      |
| Scherp      | Schaarp   | Skarp    |
| Sinaasappel | Appelsien | Appelsin |
| Snoep       | Slik      | Slik     |
| Vis         | Visk      | Fisk     |
| Ver         | Wied      | Vid      |